# Nagybányai Nagy Zoltán
Nagybányai Nagy Zoltán (eredeti neve: Nagy Zoltán) (Fót, 1904. március 6. – 1981. augusztus 18.) magyar festőművész.

## Életpályája
1924–1930 között Rudnay Gyula tanította a Magyar Képzőművészeti Főiskolán. 1925–1926 között a miskolci művésztelepen dolgozott. Olaszországban és Franciaországban volt tanulmányúton. 1934-től volt kiállító művész.
A legotthonosabban a tempera, a gouache és az akvarell műfajában mozgott; témái főleg alakos kompozíciók, a balatoni és dunai tájak, valamint üzemi részletek. Hol lírai kedéllyel a fény- és atmoszféra-problémák foglalkoztatták, hol a valóság rendezett prezentálására törekedett.
Sírja a Megyeri temetőben található.

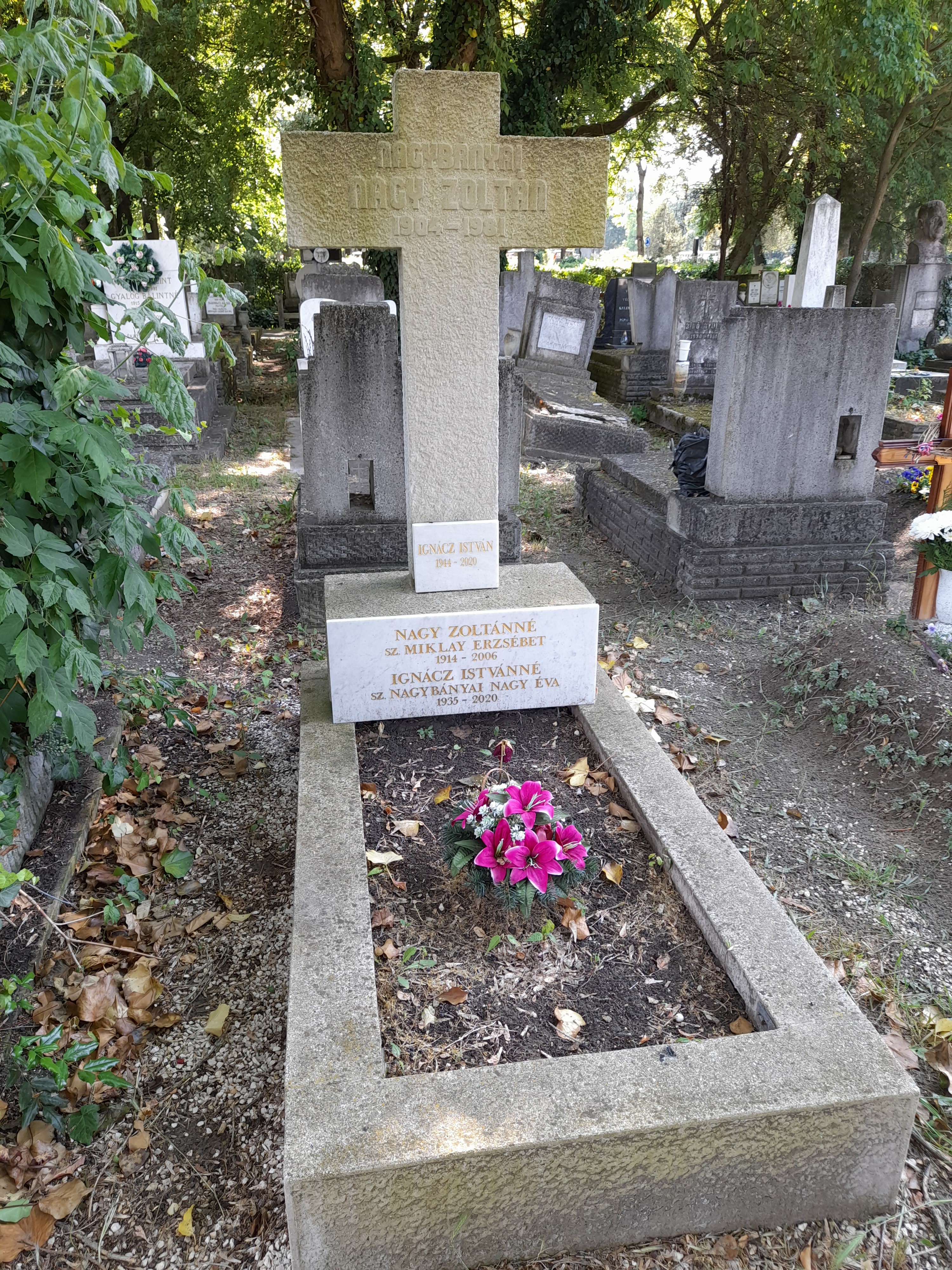
Sírja a Megyeri temetőben (14. parcella)